# رشميا
رشميا هي قرية لبنانية من قرى قضاء عاليه في محافظة جبل لبنان.

## من أعلام رشميا
- الدكتور ميخائيل مشاقة: ولد في رشميا سنة 1800.
- بشارة الخوري: أول رئيس للجمهورية اللبنانية بعد الاستقلال، ولد في رشميا في 10 أغسطس 1890.
- وليم الخازن

## أعلام
- ميخائيل مشاقة
- بشارة الخوري